# Scottsbluff
Scottsbluff és una població dels Estats Units a l'estat de Nebraska. Segons el cens del 2000 tenia 14.732 habitants.

## Demografia
Segons el cens del 2000, Scottsbluff tenia 14.732 habitants, 6.088 habitatges, i 3.841 famílies. La densitat de població era de 967,4 habitants per km².
Dels 6.088 habitatges en un 30,6% hi vivien nens de menys de 18 anys, en un 46,7% hi vivien parelles casades, en un 12,9% dones solteres, i en un 36,9% no eren unitats familiars. En el 32,4% dels habitatges hi vivien persones soles el 14,7% de les quals corresponia a persones de 65 anys o més que vivien soles. El nombre mitjà de persones vivint en cada habitatge era de 2,36 i el nombre mitjà de persones que vivien en cada família era de 2,99.
Per edats la població es repartia de la següent manera: un 26,5% tenia menys de 18 anys, un 9,8% entre 18 i 24, un 25,2% entre 25 i 44, un 20,7% de 45 a 60 i un 17,8% 65 anys o més.
L'edat mediana era de 36 anys. Per cada 100 dones de 18 o més anys hi havia 82,1 homes.
La renda mediana per habitatge era de 29.938 $ i la renda mediana per família de 37.778 $. Els homes tenien una renda mediana de 30.307 $ mentre que les dones 20.854 $. La renda per capita de la població era de 17.065 $. Aproximadament el 14,5% de les famílies i el 18,3% de la població estaven per davall del llindar de pobresa.

## Poblacions més properes
El següent diagrama mostra les poblacions més properes.